# 東京玩具美術館
東京玩具美術館為位於日本東京都新宿區由非營利組織日本好玩具委員會所經營的美術館。
現在的美術館位置為舊四谷第四小學校校舎。

## 歴史
東京玩具美術館的前身為由遊戲學者多田信作在1984年利用藝術教育研究所在東京都中野區新井的場地所成立的「玩具美術館」。1985年，進一步成立了日本好玩具委員會主導運作。
2007年日本好玩具委員會接手被廢校的四谷第四小學校校舎，改作為社區活動空間「四谷廣場」，並將原本的玩具美術館遷移到此，利用校舍中的11間教室作為新的玩具美術館的場地。2008年4月20日「東京玩具美術館」開始 在此營運。

## 外部連結
- （日語） 東京玩具美術館 （页面存档备份，存于）